# Бялахувко
Бялахувко (пол. Białachówko, нім. Klein Belchau) — село в Польщі, у гміні Зблево Староґардського повіту Поморського воєводства.
У 1975-1998 роках село належало до Гданського воєводства.